# Omerbožovići
Omerbožovići (en serbe cyrillique : Омербожовићи; en albanais : Omerbozhaj) est un village de l'est du Monténégro, dans la municipalité de Podgorica.

## Démographie

### Évolution historique de la population
| 1948 | 1953 | 1961 | 1971 | 1981 | 1991 | 2003 |
| ---- | ---- | ---- | ---- | ---- | ---- | ---- |
| 54   | 60   | 112  | 184  | 250  | 211  | 114  |